# 艾拉維
埃拉維爾（英語：Ellaville）是一個位於美國喬治亞州施萊縣的城市。根據2010年美國人口普查，該地人口為2422人，而該地的面積約為8.20平方千米。同時該地也是施萊縣的縣治。

## 地理
埃拉維爾的座標為32°14′20″N 84°18′34″W / 32.23889°N 84.30944°W，而該地的平均海拔高度為174米（即571英尺）。